# 澤井孝子
澤井 孝子（さわい たかこ、1949年4月13日 - ）は、日本の女優。本名および旧芸名、沢井 孝子（読み同じ）。
大阪府出身。城右女子高等学校卒業
。姉は女優の沢井桂子。矢島聰子事務所を経て、宝井プロジェクト所属。

## 人物
中学3年生だった1964年に、芸能界入りした姉とともに上京。高校3年のときに「ミス着物」に選ばれ芸能界を目指すようになる。
1968年高校卒業と同時に東宝芸能アカデミーに入る。1972年の新聞インタビューでは、芸能界入りに際して姉の桂子からは内向的な性格から反対されるが、芸能界入りしてからは内向的な性格が治り、陽気な性格に変わったと答えている。
その後、劇団雲の研究生となり、1970年のテレビドラマ『だいこんの花』（NET）でデビュー。
1971年、特撮テレビドラマ『ミラーマン』（CX）に、ヒロインの御手洗朝子役でレギュラー出演。当時の紹介記事では「作品の彩的な役柄なので、個性がないので却ってやりにくい」と述べている。『ミラーマン』出演中の1972年3月に劇団雲の準劇団員に昇格する。
1973年、フジテレビの昼ドラ『愛すれど愛は悲し』で、社長令嬢から一括千金を夢見る青年と恋に堕ちて、周囲の反対を押し切って結婚するヒロインの河田知子を演じる。当時の紹介記事では「主役は初めてなので不安はありましたが、一人の女性の変化を演じるのが難しいので勉強になりました」と述べている。
1975年、演劇集団 円の創立に参加。主にテレビドラマに出演し、1985年に円を退団した後も、演技派女優として活躍する。

## 出演作品

### テレビドラマ
- おくさまは18歳（1970年、TBS）
- 宮本武蔵（1970年、NET）
- だいこんの花（第1部）（1970年、NET） - 千恵
- 火曜日の女シリーズ（NTV）
  - クラスメート -高校生ブルース-（1971年）
  - 幻の女（1971年）
- 刑事くん 第1部 第4話「東京の青い砂漠」（1971年、TBS） - 磯村洋子
- 美人はいかが? 第1話「暴力的でごめんね」（1971年、TBS） - 時枝よし子
- ミラーマン（1971年 - 1972年、CX） - 御手洗朝子
- さぼてんとマシュマロ 第13話（1971年、NTV）
- お蔦（1972年、NHK）
- 小さな恋のものがたり（1972年、NET） - 詩の朗読
- パパと呼ばないで 第28話「園子の縁談」（1972年、NTV） - 美子
- 銀河テレビ小説（NHK）
  - 「坂の上の家」（1973年） - 佐藤美智子
  - 「パパ スカートはいてよ」（1983年）
- 愛すれど愛は悲し（1973年、CX） - 主演・河田知子
- ポーラテレビ小説 / 愛子（1973年 - 1974年、TBS）
- 白鷺（1974年、NET）
- 新・二人の事件簿 暁に駆ける! 第11話「恐怖の日曜日」（1976年、ABC）
- いろはの"い" 第3話「でくのぼう」（1976年） - 久保の妻
- 愛のサスペンス劇場「帽子いっぱいの涙」（1976年、NTV）
- 愛と死の夜間飛行（1977年、NET）
- 大江戸捜査網 第311話「父子同心復讐の子守唄」（1977年、12ch ・三船プロ） - 石倉新助の妻（萩尾十内の娘）
- 特捜最前線（ANB・東映）
  - 第7話「愛の刑事魂」（1977年）
  - 第35話「乳児誘拐・消えた女の顔」（1977年）
  - 第96話「強奪・花のスーパーヤング!」（1979年）
  - 第118話「子供の消えた十字路」（1979年）
  - 第174話「高層ビルに出る幽霊!」（1980年）
  - 第217話「深夜の密告ファクシミリ!」（1981年）
  - 第234話「リンチ経営塾・消えた父親たち」（1981年）
  - 第273話「水色の幽霊を見た婦警!」（1982年）
  - 第342話「離婚届を持つ刑事!」（1983年）
  - 第395話「雨の中に消えた女!」（1984年）
- 銭形平次 第589話「岬に立つ少年」（1977年、CX） - お夏
- 人間の証明（1978年、MBS） - 女店員
- UFO大戦争 戦え! レッドタイガー第10話「爆発! 母さんが?」（1978年、12CH）
- 太陽にほえろ! 第371話「愛するもののために」（1979年、NTV） - 直井の元同僚
- 大空港 第36話「さらば鯉沼刑事! 炎の中の青春は終れり」（1979年、CX） - 島崎の妻
- 噂の刑事トミーとマツ 第1シリーズ 第14話「愛の酔拳・オソ松失恋の恐怖」（1980年、TBS） - 鳴海の元妻
- ライオン奥様劇場（CX）
  - 山肌（1981年）
  - 男と女のクラス会（1984年）
- ホームスイートホーム（1982年、NTV）
- ザ・ハングマンシリーズ （ABC）
  - ザ・ハングマン 第45話「浮気夫人の遺書を探れ」（1981年） - 佐竹かよこ
  - ザ・ハングマンII 第28話「影との対決! ハングマン散る」（1982年） - 河村夫人
  - 新ハングマン 第15話「通り魔に夫の出世を賭ける妻」（1983年） - 吉田英子
- 大戦隊ゴーグルファイブ第41話「変身パパの大冒険」（1982、ANB） - 高山夫人
- ザ・サスペンス （TBS）
  - 「消えたスクールバス・園児集団蒸発」（1982年）
  - 「日本一周「旅号」殺人事件」（1983年）
  - 「あるフィルムの背景」（1983年）
  - 「遠野殺人事件」（1983年）
- 土曜ワイド劇場 （ANB）
  - 「十和田湖に消えた女」（1982年）
  - 「ねらわれた社長一族」（1985年）
  - 「赤いネックレスの女」（1987年）
  - 「仮面の人形」（1989年）
  - 「桜島1000キロ殺人空路」（1990年）
- 木曜ゴールデンドラマ（YTV）
  - 「父と娘の悲しい終着駅」（1982年）
  - 「現代人妻戯画」（1984年）
  - 「ああ重度痴呆病棟」（1991年）
- 月曜ワイド劇場 （ANB）
  - 「女性万引ガードマン」（1983年）
  - 「女囚犯歴簿III」（1984年）
  - 「妻たちの離陸」（1984年）
- 海よ眠れ MIDWAY. SLEEP IN PEACE（1983年、ANB）
- 妻たちの乱気流（1984年、ANB）
- 忘却の愛（1985年、TBS）
- 妻たちの課外授業（1985年 - 1986年、NTV）
- 金曜女のドラマスペシャル「せ・ん・せ・い」（1985年、CX）
- もめん家族（1986年、THK）
- プロゴルファー祈子（1987年、CX） - 今井ミキ
- はぐれ刑事純情派 第1シリーズ 第7話「産院から消えた赤ん坊」（1988年、ANB）
- 男と女のミステリー「ロマンの果て(1)」（1989年、CX）
- 炎の旅路（1990年、THK）
- 大江戸捜査網 第3話「神隠し! 悲しい母子の秘密」（1990年、TX） - おたね
- 雪の蛍（1991年、THK）
- 戦国最後の勝利者 徳川家康（1992年、ANB）
- 銭形平次 第2シリーズ 第4話「消えたロウソク」（1992年、CX）
- HOTEL 第3シリーズ 第11話「女の日記盗難事件」（1994年、TBS） - 高田の妻
- 月曜ドラマスペシャル「浅見光彦シリーズ5 城崎殺人事件」（1995年、TBS）
- 失楽園（1997年、YTV）
- 森村誠一サスペンス 棟居刑事シリーズ4「復讐」（2004年） - 藤枝勢津子
- ぼくの妹（2009年、TBS）
- 月曜ゴールデン / 「松本清張生誕100年スペシャル・中央流沙」（2009年、TBS）
- サラリーマン金太郎2（2010年、EX）
- 日曜ナイトドラマ「女帝 薫子」（2010年、EX）
- 崖っぷちのエリー〜この世でいちばん大事な「カネ」の話〜（2010年、EX / ABC）
- とんび 第7・8話（2013年、TBS） - 笹原久子
- やすらぎの刻〜道（2020年） - 若松伴子
- ラジエーションハウスII〜放射線科の診断レポート〜 第6話（2021年11月8日、フジテレビ） - 曽根京子[13]
- 勝利の法廷式 第4話（2023年5月4日、日本テレビ） - 小森節子 役
- Dr.アシュラ 第3話（2025年4月30日、フジテレビ） - 波野光子 役[14]

### 映画
- 武蔵野心中（1983年、日活） - 小野田澄子
- トルコ行進曲　夢の城（1984年、日活） - デラシネのデラ
- 嵯峨野の宿（1987年、日活） - 藤岡満枝
- ちょうちん（1987年、東映）
- ぼくらの七日間戦争（1988年、東宝）

### 舞台
- スカパンの悪だくみ（1974年、劇団雲）
- 演劇集団 円 公演
  - 尺には尺を メジャー・フォー・メジャー（1977年）
  - イェルマ（1979年）
- 父の詫び状
- あんぽんたん物語
- 七年目の浮気
- 暴れん坊将軍
- 桃太郎侍

### 広告
- セサミンEX（2019年、サントリーウエルネス）

## シングル
- 戦え! ミラーマン - 『ミラーマン』エンディングテーマ。共演者の石田信之、杉山元、市地洋子らとともに歌唱